# Kretens
A Kretens 1981-ben alakult magyar punkzenekar.
Alapító tagjai: Horváth Attila (Hemü), Hrutka Róbert, Krasznár János, Tóth Miklós (Max).
1981 februárjában először lépett színpadra a Kretens a Ruhaipari Szakközépiskola tornatermében.
A további koncertek többek között: San Marco Úttörőház, Közgáz Klub, Érdi és Budafoki Művház, stb.
Ez a korszak a botrányos kimenetelű Meggyfa utcai koncerttel zárult le.
1983-ban egy francia forgatócsoport járt Magyarországon, akik a magyar punkot dokumentálták, az akkori törvények szerint illegálisan. A Kretens mind a filmben, mind pedig a forgatócsoport visszatérése után kiadott „Világ lázadói harcra fel!" kislemez válogatáson is szerepelt. Az Állambiztonság hamar felfigyelt a zenekarra. Ebben az évben Hemü rendőrségi figyelmeztetést, Max megrovást kapott nagy nyilvánosság előtt elkövetett államellenes izgatás miatt.
Egy 1988-as irat szerint operatív szempontból fontosnak tartották többek a Kretens-t is. 1983-ban egyre sűrűsödtek a „technikai okok" miatt elmaradt koncertek. Egy Bercsényi Klubban tartandó Kretens koncert elmaradása után a feldühödött több száz fős tömeg a Váci utcán vonult végig tüntetve.
1984-ben az akkori basszusgitáros Krasznár János magánéleti problémák miatt kilépett a zenekarból, helyette Szappanos György játszott kb. 2 évig. Az ő távozása után Bozsó András került a zenekarba, aki 1996-ban bekövetkezett haláláig a zenekar tagja volt.
1985 körül enyhült a szigor, és a Kretens többször játszhatott a Petőfi Csarnokban 1500-2000 ember előtt.
1989 tavaszán két NSZK-beli városban is játszott a zenekar.
Több hazai zenekar közül a Kretens-t választották ki egy jugoszláv fesztiválra, ahol végül is nem tudtak részt venni.
A The New York Times is foglalkozott a kelet-európai punk mozgalommal, a Kretens-szel is, címlapon Hemü fotójával.
A Kretens együtt koncertezett Henry Rollins-szal, a UK Subs-szal.
1995-ben több mint 10 éves működés után a zenekar feloszlott.
1996-ban újra színpadra léptek a WigWam-ban. Amit hatalmas buli és telt ház jellemzett.
2000-ben Gödöllőn punkfesztivál régi zenekarokkal (CPg, Elit Osztag, Tizedes)
2006-ban a zenekar 25 éves fennállása alkalmából újra összeálltak, és a WigWam-ban tartottak egy sikeres koncertet. Ennek alkalmából kiadták első CD-jüket. A lemez 30 track-et tartalmaz. A lemez nagy része az 1997-es WigWam koncert anyagát tartalmazza, 7 dal pedig a zenekar korábbi időszakából, az 1980-as évekből származó, sosem rögzített dalok új stúdiófelvételei.
2006 őszén a csepeli Freeport-ban újabb Punk fesztivál (Sikátor, Elit Osztag, CPg).
A 2007 nyarán megrendezett komáromi punk-fesztivált követően az együttes két gitárosa, Hrutka Róbert és Giret Gábor szakmai elfoglaltságaik miatt úgy döntöttek, hogy nem kívánnak tovább részt venni a zenekar működésében.
2008-ban a zenekar a két eredeti tag mellett (Hemü és Max) két új gitárossal, Doba Dániellel (Dandy/Soffi, M.Á.K) és Mészáros Péterrel (Tostaky) újra próbálni kezdett.
2009-ben Tostaky elhagyja a zenekart és Lencsés Balázs (SOKOL 403, M.Á.K.) lépett a helyére.
2010-ben Balázs is távozik és új gitáros csatlakozik a meglévő három taghoz Kovács-Moletz Gábor személyében.
2018-ban állandósult a felállás amikor csatlakozott dobosként a zenekarhoz Varga Zéé Zoltán, (Alcohol) aki előtte több rockformációban is megfordult.
2022 év elején megjelent saját gondozásban a Punk n Christ lemezük, melyen az új dalok mellett, régi dalok is felkerültek, felújított változatban. Márciusban egy nagyobb szabású lemezbemutató koncertet tartottak az ÁFA valamit az Action zenekarok társaságában a budapesti Gödör klubban.

## Diszkográfia
- 1985 Live in PeCsA (Budapest)
- 1985 Világ Lázadói, harcra fel!
- 1990 Ez még itt nem Amerika
- 1991 Kretens
- 1997 Live at WigWam (Budapest)
- 2006 Kretens
- 2008 Térdejjbe
- 2018  Válogatás 35 év
- 2022 Punk n Christ